# Denver Police Department

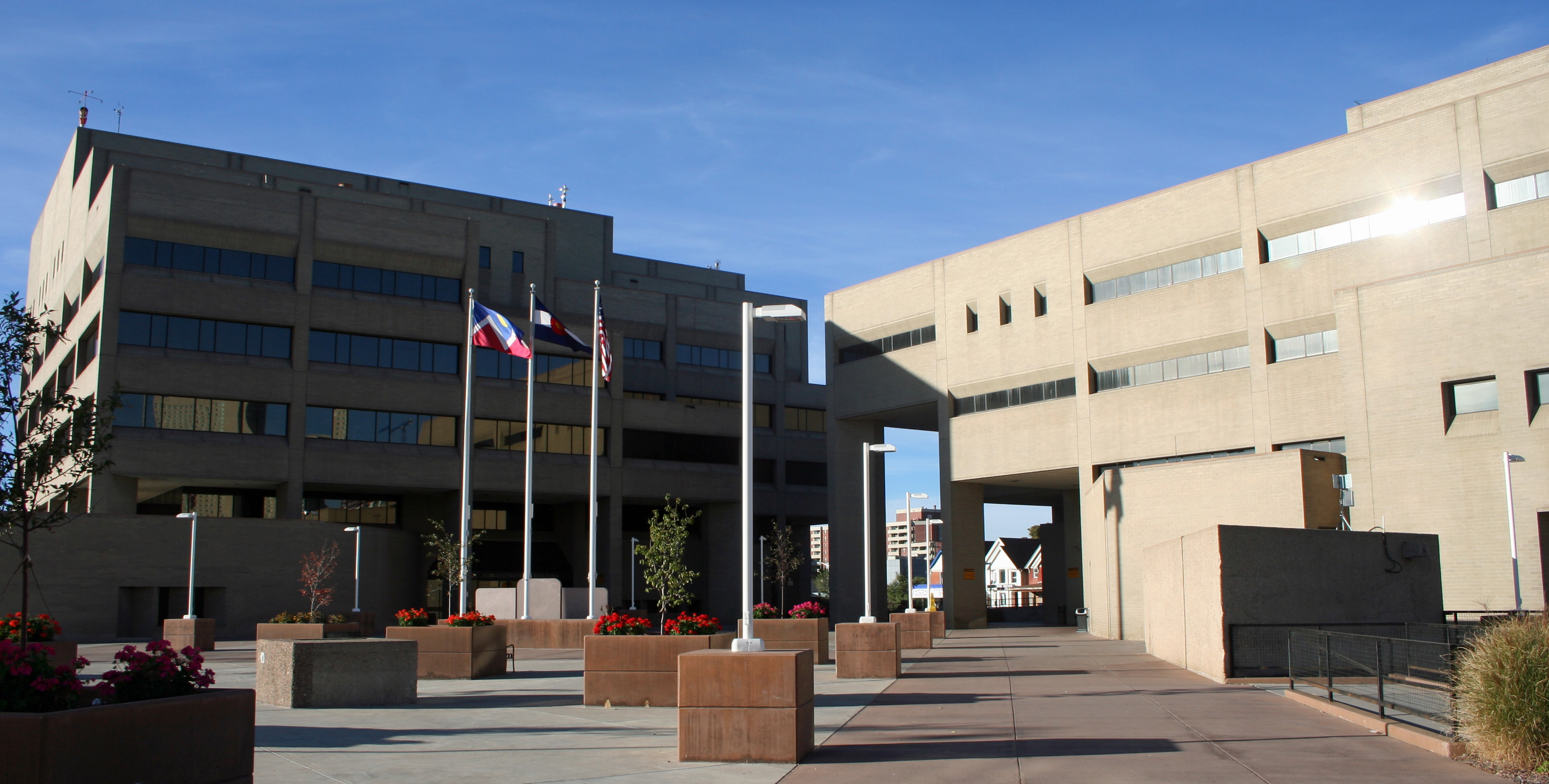
Bâtiment administratif à Denver

Le Service de police de Denver (Denver Police Department ou  DPD) est le service de police de la ville de Denver dans le Colorado. Le responsable en 2008 de ce service se nomme Gerald R. Whitman. Le département est constitué de 1 405 agents et possède entre autres une patrouille de police montée et 1 SWAT Team. Leur arme de service  est le Glock 17 ou Glock 21 selon la préférence du policier.